# Joe Elliott
Joseph Thomas "Joe" Elliott, Jr., född 1 augusti 1959 i Sheffield i South Yorkshire, är en brittisk sångare, sedan 1977 i rockbandet Def Leppard. 
Hans största influenser är bland annat Mott the Hoople, David Bowie, T.Rex och Queen.
I filmen Hysteria – The Def Leppard Story spelas han av Orlando Seale.

## Discography (urval)
Studioalbum med Def Leppard
- On Through the Night (1980)
- High 'n' Dry (1981)
- Pyromania (1983)
- Hysteria (1987)
- Adrenalize (1992)
- Slang (1996)
- Euphoria (1999)
- X (2002)
- Yeah! (2006)
- Songs from the Sparkle Lounge (2008)
- Def Leppard (2015)

Album med Down 'n' Outz
- My ReGeneration (2010)
- The Further Adventures Of... (2014)
- The Further Live Adventures Of... (2017)

Med Kings of Chaos
- Re-Machined: A Tribute to Deep Purple's Machine Head (2012) 
  - "Never Before"

Med Cybernauts
- Cybernauts Live (2000)